# Lijst van voetbalinterlands België - Luxemburg (vrouwen)
Deze lijst van voetbalinterlands is een overzicht van alle officiële voetbalinterlands tussen de nationale vrouwenteams van België en Luxemburg. De landen hebben tot nu toe twee keer tegen elkaar gespeeld.

## Wedstrijden
| № | Plaats | Datum        | Competitie        | Wedstrijd          | Uitslag |
| - | ------ | ------------ | ----------------- | ------------------ | ------- |
| 1 | Wiltz  | 12 juni 2021 | Vriendschappelijk | Luxemburg − België | 0 − 1   |
| 2 | Lier   | 28 juni 2022 | Vriendschappelijk | België − Luxemburg | 6 − 1   |

## Samenvatting
| Competitie        | Totaal gespeeld | Winst België | Gelijk | Winst Luxemburg | Doelsaldo België – Luxemburg |
| ----------------- | --------------- | ------------ | ------ | --------------- | ---------------------------- |
| Vriendschappelijk | 2               | 2            | 0      | 0               | 7 − 1                        |
| Totaal            | 2               | 2            | 0      | 0               | 7 − 1                        |